# Vegyes 4 × 200 méteres vegyesúszás a 2005. évi nyári európai ifjúsági olimpiai fesztiválon
A 2005. évi nyári európai ifjúsági olimpiai fesztiválon az úszás 4 × 200 méteres vegyesúszás versenyeit július 5-én rendezték, Lignano Sabbiadoróban.

## Előfutamok
| H  | F | Nemzet                | Név                                                                                     | E       | Mj |
| -- | - | --------------------- | --------------------------------------------------------------------------------------- | ------- | -- |
| 1  | 2 | Egyesült Királyság    | Steven Beckerleg Ellen Gandy Adam Brown Ceri Unwin                                      | 8:05.34 | QA |
| 2  | 3 | Németország           | Yannick Lebherz Sina Sutter Dimitri Colupaev Monique Stechert                           | 8:11.61 | QA |
| 3  | 1 | Olaszország           | Cesare Sciocchetti Eleonora Tafi Filippo Barbacini Cinzia Sciocchetti                   | 8:11.91 | QA |
| 4  | 1 | Magyarország          | Nográdi Ádám Szeder Fanni Dajka Ádám Kovács Anita                                       | 8:15.89 | QA |
| 5  | 3 | Spanyolország         | Jordi Roses Marta Nogueroles Sergio Garcia Paloma Dominguez                             | 8:17.47 | QA |
| 6  | 2 | Oroszország           | Nikita Solomentsev Kira Parkhomenko Nikola Paturayaev Elena Lyashenko                   | 8:19.22 | QA |
| 7  | 2 | Svédország            | Niklas Gustavsson Nathalie Lindborg Christoffer Wallin Ninni Arvidsson                  | 8:21.14 | QA |
| 8  | 3 | Lengyelország         | Sebastian Kasza Magdalena Pulka Wojciech Charyna Aleksandra Kaminska                    | 8:22.02 | QA |
| 9  | 2 | Franciaország         | Romain Landry Fiona Duclos Raphael Gruet Maeva Bremond                                  | 8:25.57 |    |
| 10 | 1 | Ukrajna               | Denus Dubrov Kateryna Dikidzhi Oleksandr Isakov Alina Alferova                          | 8:27.36 |    |
| 11 | 2 | Görögország           | Dimitrios Adamopoulos Efraima Kalokyri Matteo Lioupis Alexandra Maniou                  | 8:28.40 |    |
| 12 | 3 | Ausztria              | Alexander Dolzer Stefanie Stuerzl Oliver Schmidt Michelle Melanie Kussin                | 8:30.47 |    |
| 13 | 1 | Dánia                 | Kasper Thomsen Kathrine Hammer Rasmus Emil Sonne Sofie Harnfeldt                        | 8:31.06 |    |
| 14 | 3 | Portugália            | Pedro Oliveira Rita Ferreira Paulo Araujo Sara Azevedo                                  | 8:33.41 |    |
| 15 | 1 | Szerbia és Montenegró | Milan Silaski Tijana Vukanovic Boris Stojanovic Milica Ostojic                          | 8:39.96 |    |
| 16 | 2 | Románia               | Catalin Florin Obretin Iona Alexandra Popa Remus Florin David Anca Mathilda Stefan      | 8:42.47 |    |
| 17 | 2 | Írország              | Shane Trail Chelsey Wilson Niall Wynn Orla Ryan                                         | 8:44.68 |    |
| 18 | 3 | Lettország            | Antons Novikovs Alona Ribakova Valerijs Lebedevs Olga Sislova                           | 8:48.51 |    |
| 19 | 2 | Horvátország          | Boris Loncaric Monika Babok Sasa Kuznar Ira Todeskini                                   | 8:49.35 |    |
| 20 | 3 | Észtország            | Deniss Solonin Katlin Tonning Andrei Motasnjov Liina Laul                               | 8:51.56 |    |
| 21 | 1 | Finnország            | Antti Pehkonen Eveliina Jaakkola Juho Allonen Emilia Pikkarainen                        | 8:56.47 |    |
| 22 | 3 | Izland                | Svavar Skuli Stefansson Berglin Adalsteinsdottir Olafur Marteinsson Olga Sigurdardottir | 8:56.72 |    |
| 23 | 1 | Litvánia              | Deividas Cepulis Karolina Dryzaite Valdemaras Garunkstis Aiste Dobrovolskaite           | 8:59.99 |    |
| 24 | 1 | Bosznia-Hercegovina   | Marko Duric Merima Balic Emir Gotovusic Marija Vujasin                                  | 9:34.32 |    |

## Döntő
| H     | Nemzet             | Név                                                                    | E | Mj |
| ----- | ------------------ | ---------------------------------------------------------------------- | - | -- |
| Arany | Egyesült Királyság | Steven Beckerleg Ellen Gandy Adam Brown Ceri Unwin                     |   |    |
| Ezüst | Oroszország        | Nikita Solomentsev Kira Parkhomenko Nikola Paturayaev Elena Lyashenko  |   |    |
| Bronz | Magyarország       | Nográdi Ádám Szeder Fanni Dajka Ádám Kovács Anita                      |   |    |
| 4     | Németország        | Yannick Lebherz Sina Sutter Dimitri Colupaev Monique Stechert          |   |    |
| 5     | Olaszország        | Cesare Sciocchetti Eleonora Tafi Filippo Barbacini Cinzia Sciocchetti  |   |    |
| 6     | Spanyolország      | Jordi Roses Marta Nogueroles Sergio Garcia Paloma Dominguez            |   |    |
| 7     | Lengyelország      | Sebastian Kasza Magdalena Pulka Wojciech Charyna Aleksandra Kaminska   |   |    |
| 8     | Svédország         | Niklas Gustavsson Nathalie Lindborg Christoffer Wallin Ninni Arvidsson |   |    |